# فرانسیسکو ویتال
فرانسیسکو ویتال (انگلیسی: Francisco Vital؛ زادهٔ ۲۷ ژوئن ۱۹۵۴) بازیکن سابق  و مربی فوتبال اهل پرتغال است.
وی همچنین در تیم‌های ملی فوتبال زیر ۱۸ سال پرتغال، زیر ۲۱ سال پرتغال، و پرتغال بازی کرده‌است.